# 法航荷航集團
法航荷航集团（法語：Air France-KLM S.A.）是一家法國及荷蘭合資航空控股公司，总部设立在法國特朗布莱昂法兰西市的戴高乐机场，公司办公室則分设于法國巴黎的塞纳-圣丹尼区和荷兰的阿姆斯特尔芬市。
法航荷航集團由法國航空及荷蘭皇家航空合組，是欧洲乃至於全世界最大的航空公司之一。法航和荷航原本都是天合联盟成员，他们提供的飛行常客計劃称为藍天飛行里數計劃（Flying Blue）。公司的两家控股航空公司分别使用戴高乐机场和阿姆斯特丹史基浦机场作为枢纽。

## 歷史
法航荷航集团是在2004年法國航空合并荷兰皇家航空后设立的。
2008年，根据营业收入，合并后的法国航空-荷兰皇家航空是世界上最大的航空公司。2008年6月，法航荷航集团同意支付3.5亿美元，以应对由美国司法部发起的一项反价格垄断调查。国泰航空、马丁航空还有北欧货运航空也同意支付一共大约5.04亿美元的罚款。2010年10月，欧盟委员会在另一项反价格垄断调查中，向法航荷航集團罚款3.1亿欧元
2010年5月，法航荷航集團宣布，在上一财年的亏损额增加到15.6亿欧元，并且预计，因为受2010年冰岛火山爆发的影响，将会在本财年中造成大约1.6亿欧元的损失。从2011年10月17日起，由尚－賽立爾·史賓涅塔出任公司總裁。
在2010至2011財務年度中，其旗下各航空公司的客運部門總共載運了高達7132萬人次的旅客，締造了2047億3700萬延人公里的收益里程。公司最大的支出是人工成本，约占收入的三分之一。与此同时，汉莎航空大约只占收入的四分之一。相比之下，汉莎航空将在接下来的3年中，每年将节省8亿欧元的人工支出。法航荷航集團将会停止招聘，并且在2012年将会裁员2000人。
2015年6月8日，公司宣布五月份客流量较去年同期有所增长，得益于旗下廉价航空泛航航空增势迅猛。公司飞机飞行的总里程数亦有所增加，主要得益于新增在拉美，北美与亚洲的航班。
2017年7月27日，維珍集團以2.2億英鎊（合2.875亿美元）出售維珍航空31%股權給法航荷航集團。隔日，達美航空和中國東方航空宣布将投资7.51亿欧元收购其联营伙伴法航荷航集團，双方各自获得10%的股份，並各自向法航荷航委派一名董事。
2019年1月10日，法國航空將關閉旗下廉價航空公司朱恩航空，以增強法航高端主線品牌的影響力，朱恩航空現有的13架飛機和600名機組人員將被整合併入法航機隊。據相關工會人員透露，整合將於今年4月1日完成。
2019年2月27日，荷蘭政府購入法航荷航集團12.68%股份，藉此保護荷蘭方面的利益。當時，法国政府和荷蘭政府分别持有該集團14.29%和12.68%股份，達美航空和中國東方航空分别各自持有8.8%，員工持股3.9%，合共48.48%。

## 組織

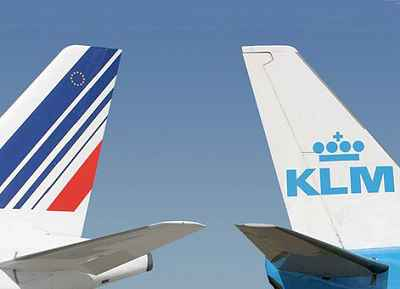
Air France-KLM

### 全部控股
法航荷航集團的控股子公司包括:
- 法国航空
  -  不列特航空（Brit Air）
  -  城捷航空（CityJet）
  -  歐洲區域航空（Régional）
  -  法國泛航航空（transavia.com France，持有60%股份）
- 荷蘭皇家航空
  -  荷蘭皇家城市短途航空
  -  马丁航空（Martinair）
  -  泛航航空（transavia.com）
    -  法國泛航航空（transavia.com France，持有40%股份）

法航货运是法航的一部分，荷兰皇家货运航空也是荷兰皇家航空的一部分。歐洲區域航空和不列特航空過去是法航旗下的区域性航空公司，而荷兰皇家城市短途航空也曾是荷兰皇家航空所屬的区域性航空公司。在兩集團合併之後，改為与城捷航空、马丁航空一样，成為法航荷航集團的子公司。
法航荷航集團也拥有Cobalt Ground Solutions地面服务公司，总部位于伦敦希思罗机场。

### 少数参股
- 喀里多尼亞空中運輸（Air Calédonie）2%
- 毛里求斯航空 3%
- 塔希提航空 7%
- Airlinair 19.5%
- 意大利航空 25%
  -  意大利城市快线航空
  -  意大利快运航空
  -  Air One
- 科西嘉航空 12%
- 肯尼亚航空 26%
- 摩洛哥皇家航空 3%
  -  Atlas Blue
- 北歐航空 19.9%
- 高速聯盟（High Speed Alliance B.V.，與荷蘭鐵路合資成立的高速鐵路公司）10%

## 机队
此处列出了包括子公司在内的所有机队。法航荷航集團航空机队的平均機齡是12.3年，机队详情如下：
| 原拥有者             | 数量 |
| -------------------- | ---- |
| 法国航空             | 258  |
| 荷兰皇家航空         | 113  |
| 歐洲區域航空         | 50   |
| 不列特航空           | 39   |
| 荷蘭皇家城市短途航空 | 48   |
| 城捷航空             | 36   |
| 泛航航空             | 39   |
| 马丁航空             | 11   |
| 货机                 | 20   |
| 总数（截至2011.11）  | 594  |